# Вятский край (газета)
«Вя́тский край» — общественно-политическая газета. Выходит в городе Кирове с 5 октября 1990 года. Периодичность издания — 2 раза в неделю (по пятницам и субботам).

## История
До революции газета с одноименным названием издавалась Чарушиным Н. А.
5 октября 1990 года вышел первый номер «Вятского края». Название газеты предложил главный редактор Василий Смирнов, а Фирменную «шапку» нарисовал художник Александр Окунев. Учредителями газеты стали редакция Вятского края и Администрация Кировской области.

По случаю выхода нового издания свои поздравления в Вятку прислал Председатель Верховного Совета РФ Борис Ельцин: 
Пожелание одно — реализуйте на практике свои задумки. Заявите о себе, как о газете Советов, как действительно честное, объективное, порядочное и „непродажное“ издание. Выдержите характер в непростой борьбе за возрождение России, за слом запретительных затхлых структур, за защиту и достоинство человека.
 Поздравление было опубликовано во втором номере «ВК» от 12 октября 1990 года.
C 1 января 1991 года газета стала ежедневной. До этого она выходила раз в неделю. 20 августа были опубликованы материалы о начавшемся в Москве путче, в том числе Указ Президента РФ «В связи с действием группы лиц, объявивших себя государственным комитетом по чрезвычайному положению…», ельцинское обращение «К гражданам России», разъяснения по поводу случившегося от председателя Кировского облисполкома Василия Десятникова и письмо от депутатов облсовета, считавших создание ГКЧП незаконным.

5 октября 1991 года состоялась первая годовщина создания газеты. Василий Десятников дал «ВК» такую оценку 
Я, бывает, критично оцениваю некоторые выступления вашей газеты. Но так же критично подходит к работе исполкома и газета. И, думаю, это поможет нам вместе двигаться вперед, решать серьёзные проблемы.
Со 2 сентября 1992 года тираж газеты увеличился до 112 тысяч экземпляров. До этого он составлял 52 тысячи. В июне публикуются скандальные статьи «Баловни перестройки» Сергея Карина и «Странные „комбайнеры“» Виктора Чудиновских, ставшие предметом бурного обсуждения на сессии Облсовета и приведшие к отставке некоторых областных руководителей.
С 29 января 1993 года в газете стал печататься роман «Загадка старого кладбища». 3 февраля в газете публикуется сенсационная информация, что Хлынов (ныне, Киров) является родиной русской водки, что подтверждается многими учёными и краеведами.
21 сентября 1994 года стал победителем областного конкурса «Экономическое возрождение Вятского края», проводимого Вятской торгово-промышленной палатой. 8 февраля 1995 года газета становится одним из победителей конкурса «Лучшая региональная газета России», за что редакция газеты была удостоена приза — автомобиля Москвич-214122.

## Награды
- «Экономическое развитие России» (1994 и 1995 года)
- «Лучшая региональная газета» (1995 год)
- «Экология-96»
- «Золотой гонг-1997» (гран-при фестиваля в номинации «Журналистский дебют года»)
- «Белый медведь» (1997 год)
- Лауреат конкурса российских СМИ — «За добросовестный издательский бизнес» (2000 год)
- «Золотой гонг» (2001 год)